# مانیتور واردار
مانیتور واردار (به انگلیسی: Yugoslav monitor Vardar) یک کشتی بود که طول آن ۶۲ متر (۲۰۳ فوت ۵ اینچ) بود. این کشتی در سال ۱۹۱۵ ساخته شد.